# Roger Delcroix
Roger Delcroix (Chercq, 19 augustus 1928 - Doornik, 7 oktober 2010) was een Belgische syndicalist en politicus voor de PS. 

## Levensloop
Delcroix was afkomstig uit Chercq, waar zijn ouders het Maison du Peuple (Volkshuis) uitbaatten.
Delcroix werd na de Bevrijding als bediende van de werkloosheidskas en betaalagent actief bij de vakbond FGTB. Hij werd voorzitter van de Doornikse afdeling van de vakcentrale CG en daarna regionaal voorzitter van de FGTB.
Hij werd actief in de gemeentepolitiek en in 1976 nam hij in Doornik deel aan de gemeenteraadsverkiezingen voor de PS. Het waren de eerste verkiezingen van Doornik als grote fusiegemeente. De PS won de verkiezingen en Delcroix werd in 1977 schepen van Financiën, Toerisme en Feestelijkheden onder burgemeester Raoul Van Spitael, wat hij bleef tot in 1992. Toen Van Spitael in 1992 overleed, volgde Delcroix hem op als burgemeester van Doornik. Bij de verkiezingen van 1994 werd hij herkozen en bleef hij burgemeester. In 2000 beëindigde hij zijn politieke carrière en werd opgevolgd door partijgenoot Christian Massy.
Van 1981 tot 1986 zetelde Delcroix eveneens in de Belgische Senaat als provinciaal senator voor Henegouwen. In 1986 nam hij ontslag uit de Senaat toen de PS het cumuleren van het mandaat van schepen in een grote stad met het mandaat van parlementslid verbood.